# Володимир Мономах

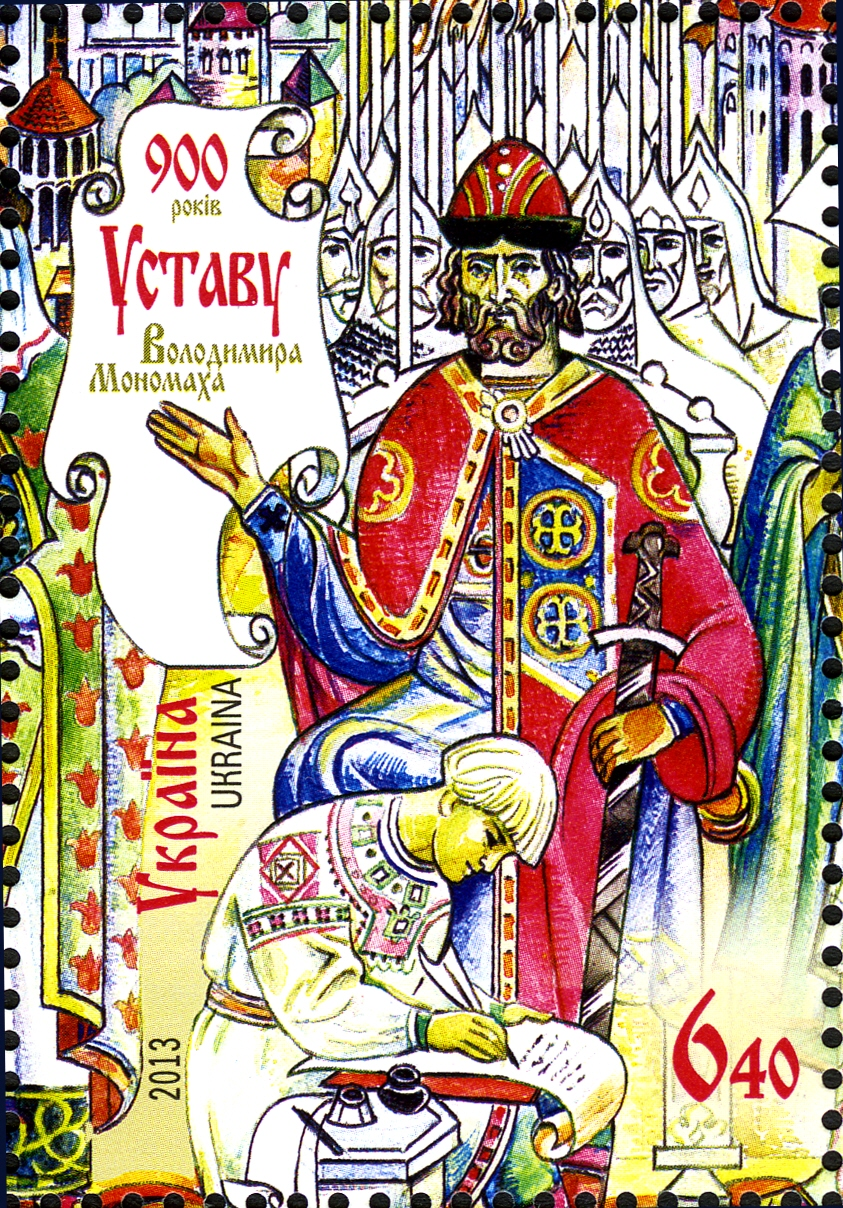
Поштова марка «Володимир Мономах» (Укрпошта, 2013)

Володи́мир II Все́володович Монома́х (д.-рус. Володимѣръ Всеволодовичь; 1053 — 19 травня 1125) — князь Смоленський (1073—1078), Чернігівський (1076—1077, 1078—1094) і Переяславський (1094—1113), Великий князь київський (1113—1125). Представник династії Рюриковичів, засновник князівської гілки Мономаховичів. Син київського князя Всеволода Ярославича і візантійської княжни Марії-Анастасії Мономах, дочки візантійського Імператора Костянтина IX Мономаха. Ініціатор Любецького та Витичівського з'їздів князів що припинили суперечки удільних князів, та організував походи проти половців. Розширив Руську Правду «Уставом Мономаха». Автор знаменитої дидактичної праці «Повчання дітям». В хрещенні — Василій.

## Біографія

### Молоді роки
Володимир був за життя батька князем у Смоленську й Чернігові, часто заступав його у боротьбі з половцями, виконував дипломатичні місії. Після смерті матері (1067) покинув батьківський дім і став ростовським князем. Це не в останню чергу було обумовлено тим, що в батьківському домі з'явилася мачуха, дочка половецького хана, яка, ймовірно, могла бути одного віку з Володимиром. Неприйняття мачухи, зведених сестер і брата, переросло згодом у ненависть до мачушиних одноплемінників — половців.
Близько 1070 року одружився з Гітою Вессекською, дочкою англійського короля Гарольда II, який загинув у битві з норманами при Гастінгсі (1066). Гіта була вивезена близькими у Швецію, а звідти потрапила на Русь. Вона померла10 березня 1098 або 1107 року в Церкві Святого Пантелеймона у Кельні.
Після смерті старших братів Ізяслава і Святослава у жовтні 1078 року великим князем київським став Всеволод, який перевів сина Володимира з Переяслава до Чернігова. Було утворено родинний дуумвірат батька й сина: Всеволод — Володимир, що правив на Русі протягом 15 років. Від імені батька Володимир переміщував князів з одного міста до іншого, приборкував непокірних південно-руських володарів, провадив загальноруську зовнішню політику. Протягом тих 15 років він близько ста разів їздив з Чернігова до Києва, щоб радитись із батьком у політичних справах.

### Війни з половцями та руськими князями

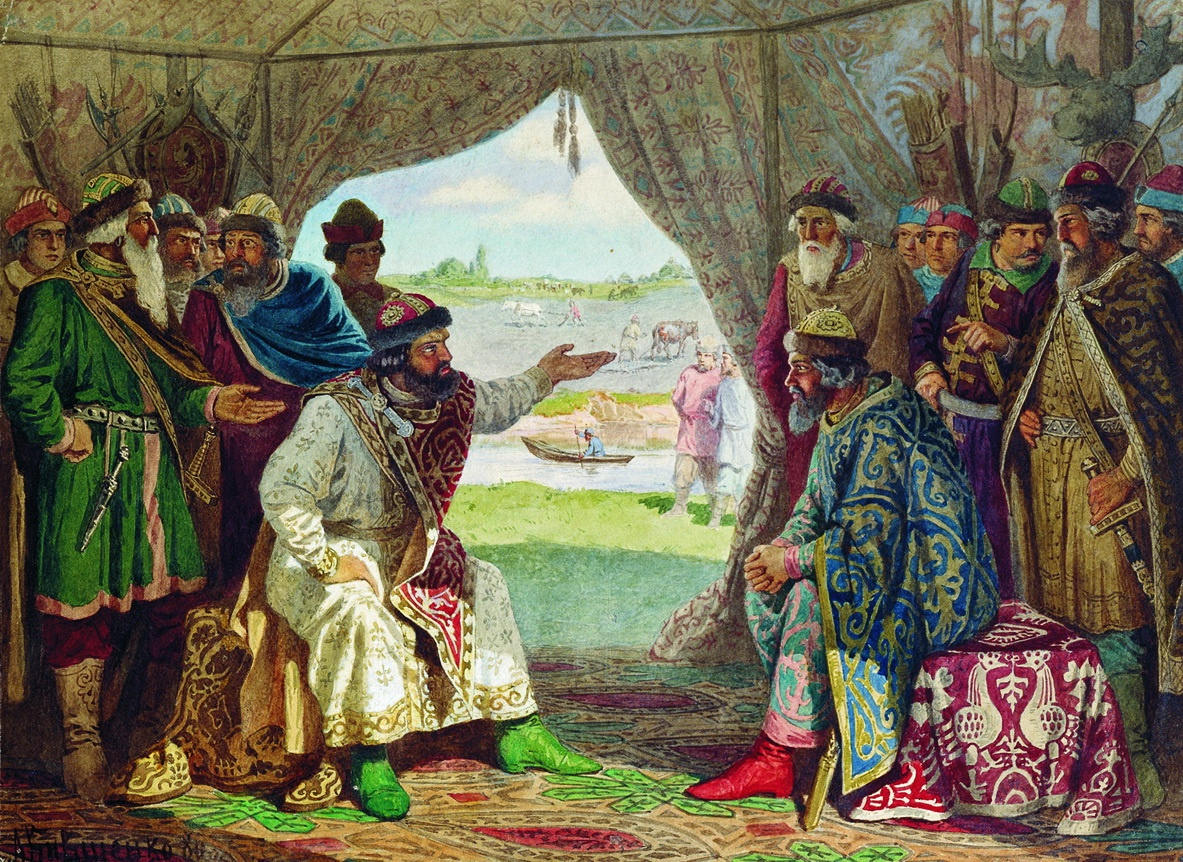
Олексій Ківшенко «Долобський з'їзд князів — побачення князя Володимира Мономаха з князем Святополком»

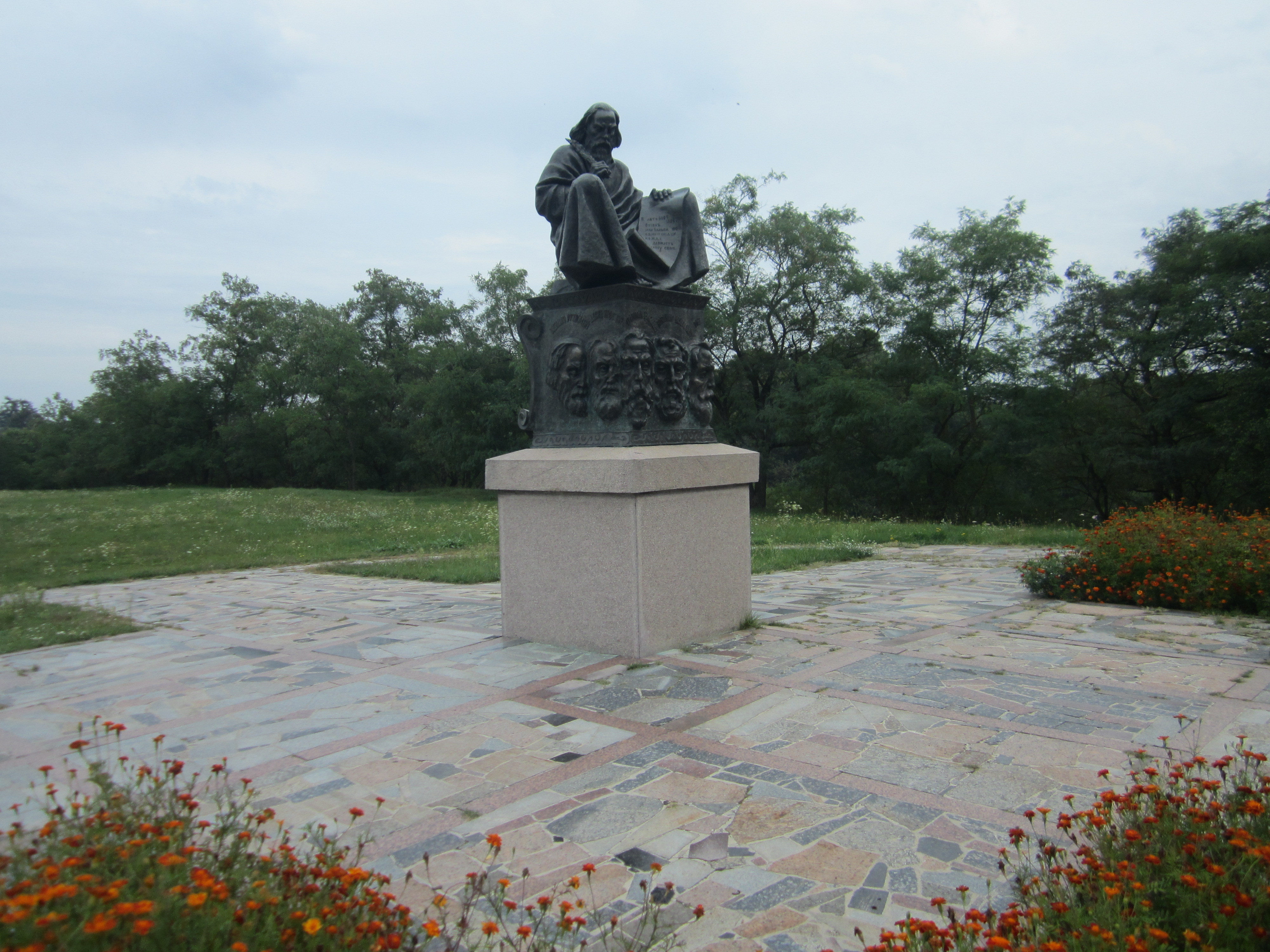
Геннадій Єршов Любецький з'їзд князів — зображення Володимира Мономаха на памятнику у Любечі.

Після смерті у 1093 році Всеволода Ярославича, Володимир, всупереч сподіванням правлячої верхівки, київських бояр та городян, поступився великокняжим престолом турівському князю, Святополку Ізяславичу, синові старшого Ярославича, Ізяслава. Він вчинив так, мабуть, дотримуючись порядку заміщення княжих столів за родовим старійшинством, коли перевага віддавалася старшому в роді. А старшим серед онуків Ярослава був саме Святополк. Володимир Мономах залишився княжити в Чернігові. 1094 року він віддав Чернігівське князівство своєму двоюрідному братові, Олегу Святославичу, батько якого був старшим братом Володимирового батька, Всеволода. Вчинив він так ще й під тиском половецької орди, яку привів до Чернігова Олег. Сам Володимир Всеволодович поїхав княжити до батьківського Переяслава-Руського. Симпатизуючи Володимиру, укладач Повісті временних літ пояснював передачу Києва й Чернігова двоюрідним братам небажанням Володимира Мономаха розпочинати усобиці на Русі.

З 1094 року Володимир розпочинає багатолітню боротьбу з половецькими ханами, які майже щорічно вдиралися на Руську Землю. Найбільше страждало від них висунуте в степ Переяславське князівство. Мономах швидко досяг успіхів у війні з кочовиками, тому київський князь Святополк вже 1094 року запропонував йому об'єднати сили, а також разом правити на Русі. Так виник дуумвірат Святополк Ізяславич — Володимир Всеволодович, що управляв Руською державою близько 20 років. Київська монархія на чолі з дуумвірами виявилася життєздатною і забезпечила політичну рівновагу й мир на Русі, добрі відносини із західними сусідами, особливо після проведених Володимиром і Святополком переможних походів до Половецької землі у 1103, 1107, 1109 і 1111 роках. Завдяки широкомасштабним заходам дуумвірів, половецькі орди були відкинені далеко від рубежів Русі, за Дон (судячи з літопису імовірно під «Доном» мався на увазі сучасний Сіверський Донець), а внаслідок походу 1111 року 40-тис. половецька орда під проводом хана Атрака, сина Шарукана, емігрувала до Грузії.
Ініціатор Любецького з'їзду 1097 року, де була проведена радикальна реформа порядку спадкоємства (прийнято засаду прямого родового успадкування замість складної системи сеньйорату та зміни уділів) та Витечівського з'їзду 1100 року, відновив великокнязівську владу на більшій частині давньоруських земель і тимчасово затримав процес остаточного роздроблення Давньоруської держави. За межами його володінь залишилися тільки Галицька і Чернігово-Сіверська землі та Полоцьк. Володимир Мономах мав своїх посадників і в містах по Дунаю.
1107 року Володимир Мономах одружився з дочкою половецького хана Аепи.

### Велике княжіння
16 квітня 1113 року в Києві помер Святополк Ізяславич. Невдоволені економічною політикою Святополка (потурання лихварям, спекуляції сіллю його урядовцями), городяни піднялися на повстання. Міське віче, що зібралося у Софійському соборі, закликало Володимира на престол. Проте він відмовився, можливо, тому, що були ще живі старші від нього в роду Ярославичів — Олег Святославич і Давид Святославич. Повстання не вщухало, загрожуючи князівській владі, тому Володимир зрештою прийняв друге запрошення і став великим князем київським. Тоді йому виповнилося 60 років.
Придушивши повстання, Володимир Мономах, проте, змушений був піти на поступки народним масам, затвердивши закон, опрацьований зокрема Ратибором, за яким зменшив рези (відсотки) за позички і тимчасово трохи полегшив становище закупів, скасував холопство за борги (у розширеній редакції «Руської правди» ці постанови відомі під назвою Устав Володимира Мономаха).
Володимир Мономах був мудрим і розважливим, політично далекоглядним державцем. Подібно до Володимира Святославича і Ярослава Мудрого, самовладно правив державою. Відновив централізовану монархію на Русі, зосередивши напряму, через синів та залежних князів, 3/4 князівств Русі. Разом з Києвом Володимир отримав і Турівське князівство Святополка, а сини останнього князювали на Волині. У 1117 році викликав з Новгорода у Білгород свого сина Мстислава, що ймовірно стало причиною виступу проти Мономаха Ярослава Святополковича. У 1118 р. Мономах вигнав з Волині Ярослава Святополковича, який пізніше безуспішно намагався повернути собі батьківський уділ з допомогою поляків, угорців та галицьких Ростиславичів. На Волині ж Мономах посадив свого молодшого сина, Романа. Того ж року призвав до присяги новгородських бояр.
У 1116 та 1119 роках воював з мінським князем Глібом Всеславичем. Перший конфлікт завершився примиренням князів. Під час другого повстання Гліб Всеславич зазнав поразки від Мстислава Володимировича та потрапив до полону. Мстислав привіз бунтівного князя до Києва, де той невдовзі помер.
Проводив активну зовнішню політику: 1116 року посадив на короткий час своїх посадників у залежних від Візантії дунайських містах, але потім відновив дружні стосунки з Візантією; був у напружених відносинах з Малопольщею Болеслава III Кривоустого й Угорщиною Іштвана II.
Був похований біля батька в Софійському соборі.

### Творчість
Володимир Мономах — автор вміщеного в Лаврентіївському літописі «Повчання» своїм дітям — видатного давньоруського літературного світського твору, в якому засуджувалися князівські міжусобиці й закликалося до об'єднання давньоруських земель. В московському кремлі туристам розповідають легенду, нібито Володимир Мономах одержав від свого діда по матері, візантійського імператора Костянтина IX Мономаха (звідси походить і його прізвисько) барми і корону — «Шапку Мономаха», які були символом царської влади. Олександр Палій в «Короткому курсі історії України» пише про шапку Мономаха так: «„Шапка Мономаха“ з московського Кремля — насправді тюбетейка, подарована ханом Орди Узбеком московському князеві на знак своєї влади над Московією, початок 14 століття.»

## Характеристика
Володимир 
|  | був красивий лицем, очі у нього були великі, волосся рудувате й курчаве, чоло високе, борода широка. Зростом він не був особливо високий, але міцний тілом і дуже сильний |

 На схилі своїх років Володимир Мономах із задоволенням згадував: 
|  | От коли я жив у Чернігові, я своїми руками стриножив у лісових пущах десятки три диких коней, та ще й доводилося їздити по степу, то також власноручно ловив їх. Два рази тури піднімали мене разом з конем на роги, олень бив мене рогами, лось ногами топтав, а другий колов, дикий вепр зірвав у мене із стегна меч, ведмідь укусив коліно, а рись один раз, скочивши мені на стегна, звалила разом із конем… |

 Ніби на підтвердження правдивості цих спогадів, у 1821 році в лісах під Черніговом було знайдено важкий змійовик вартістю у 100 гривень кун, загублений князем під час однієї з мисливських пригод або шаленої скачки до Києва («А з Чернігова я сотні разів скакав до батька у Київ за один день до вечірні»). На думку С. О. Висоцького Мономах єдиний із тогочасних можновладців, який залишив на стінах Софії Київської два графіті, що робить його винятковою особою як з історичного, так і з психологічного погляду.: 
|  | Господи, поможи рабу своєму Василеві, грішному, поможи йому, Господи |

 та 
|  | Господи, поможи рабу своєму Володимиру на многії літа і дай прощення гріха на день судний |

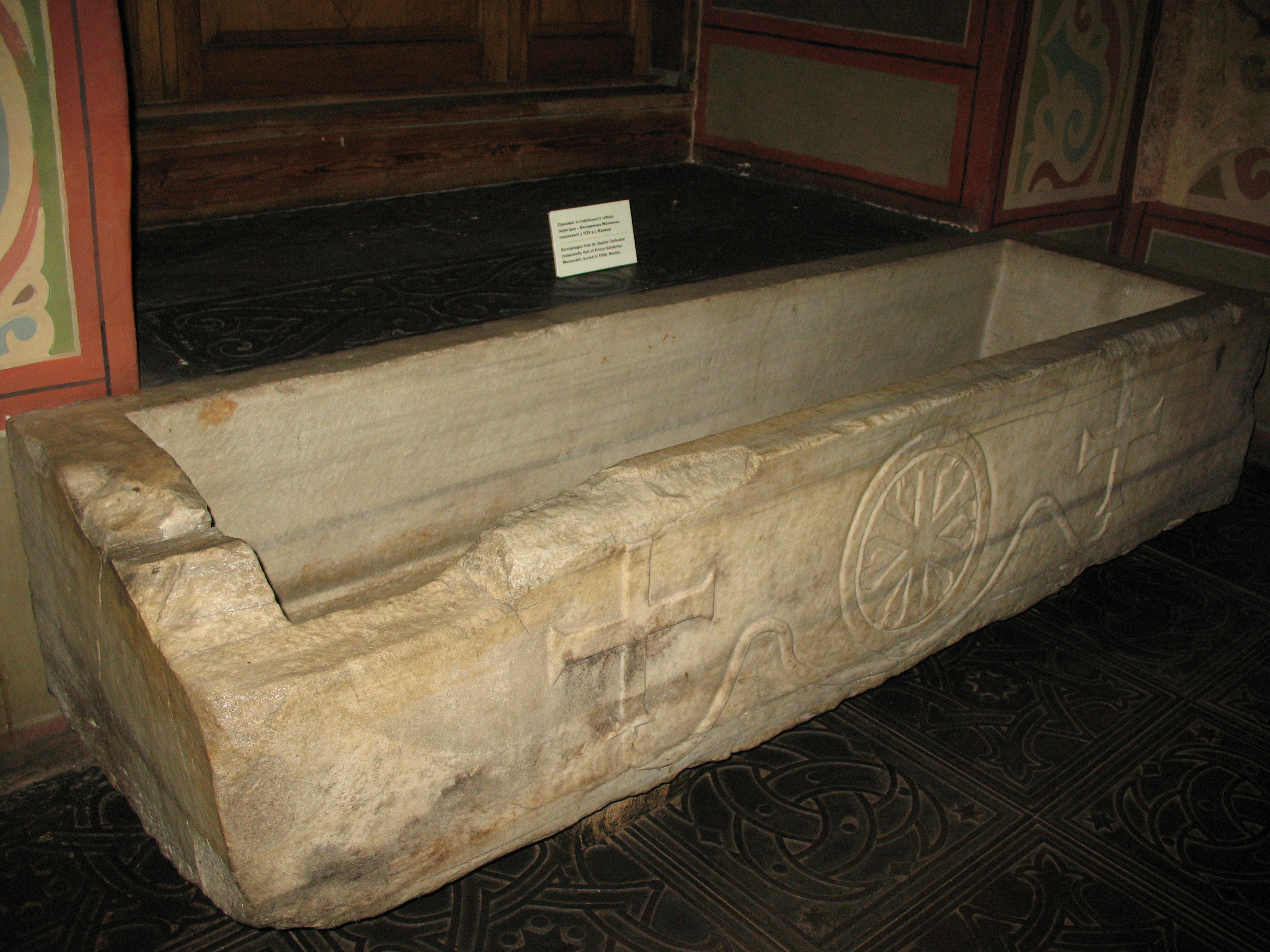
Саркофаг Володимира Мономаха у Софійському соборі (Київ)

У Лаврентіївському, де подано ширшу характеристику Володимира Мономаха, говориться: 
|  | І посидів він у Києві на отчім столі тринадцять літ, і в рік 6633 од початку світу Преставився, травня місяця в дев'ятнадцятий день, живши од народження свого сімдесят і три роки. Преставився він на [ріці] Альті, коло улюбленої церкви, що її він спорудив великими засобами [на честь Бориса і Гліба]. Сини ж його і бояри однесли його до Києва, і він покладений був у святій Софії коло отця свого». У Татіщева характеристика Володимира Мономаха набагато яскравіша. До того, що «найбільше страшним він був для поганих», додано: («і любили його всі навколишні і підвладні йому. Він не був гордим, не возносився у своїх добрих ділах, а славу і честь за всі побіди воздавав насамперед Богові, на Нього одного надіявся, і за те Бог йому престол помимо інших дарував і багатьох супротивників покорив. До всіх він був милостивим І щедрим на пожертви, у правосудді додержував законів, і хоча винних карав, але більше зменшуючи їх вину і прощаючи. З лиця був гарний, очі великі, волосся рудувате і кучеряве, чоло високе, борода широка, на зріст не вельми великий, але міцний тілом і сильний. У ратях вельми хоробрий і вмілий виладнувати війська. Він багатьох своїх ворогів переміг і покорив, сам же один раз біля Треполя був переможений, про що ніколи згадувати не міг, почасти від жалю за братом Ростиславом, який тоді втопився і якого він вельми любив, а почасти від сорому, що нелад Святополків його до цього спонукав. Володів Руссю 13, а всього жив 73 роки |

## Родина
1 Дружина (з 1074) — Гіта Уессекська (†1107), дочка англійського короля Гарольда II.
- Мстислав Великий (1076—1132) —великий князь київський з 1125
- Ізяслав Володимирович (†1096) —князь курський
- Святослав Володимирович (1079—1114) —князь смоленський та переяславський
- Роман Володимирович (1081—1119) —князь волинський (1118—1119)
- Ярополк Володимирович (1082—1139) — великий князь київський з 1132
- В'ячеслав Володимирович (1083—1154) —князь турівський, великий князь київський у 1139, 1150, 1151—1154
- Марія (Марина Мариця) Володимирівна (†1146/1147) —дружина претендента на престол Візантійської імперії Лжедіогена.[10]
- Євфимія Володимирівна (†1139) —у 1112 р. була видана за угорського короля Кальмана Книжника (бл. 1065—4.02.1114)
- Агафія Володимирівна,  — в 1116 р. видана за городенського князя Всеволодка Давидовича († 1141)

2-га дружина — Єфимія (†1126), дочка половецького хана. 
- Юрій Долгорукий (1091—1157) —князь суздальський, великий князь київський у 1149—1150 і від 1155.
- Андрій Добрий (1102—1142) —князь переяславський та волинський.

## Вшанування пам'яті

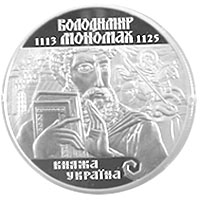
Володимир Мономах на пам'ятних 10 гривнях. 2002 р.

- У 1992 році у місті Прилуки Чернігівської області встановлено пам'ятник Володимиру Мономаху.
- У 1997 році зображення Володимира Мономаха на постаменті пам'ятника 900-річчя з'їзду князів у Любечі.
- У 2002 році була випущена пам'ятна монета номіналом 10 гривень.
- У 2003 році була випущена поштова марка України, присвячена Володимиру Мономаху.
- 6 травня 2020 року указом Президента України Володимира Зеленського ім'я Володимира Мономаха присвоєно 53-тій окремій механізованій бригаді Сухопутних військ Збройних Сил України.[11]
- У місті Нікополь вулицю Сергія Прокоф'єва перейменували на вулицю Князя Володимира Мономаха.[12]
- У місті Київ вулицю Отто Шмідта перейменували на вулицю Князя Володимира Мономаха.[13][14]
- У місті Запоріжжя вулицю Олександра Невського перейменували на вулицю Володимира Мономаха.[15]
- У місті Первомайськ вулицю Маршала Родіона Малиновського перейменували на вулицю Володимира Мономаха.

## Галерея

Пам'ятник Володимиру Мономаху в Прилуках
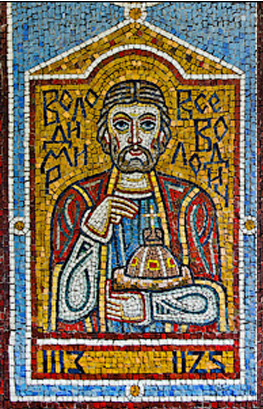
Мозаїка на станції київського метро «Золоті ворота»

### Твори
- Владимир Мономах. Духовная великого князя Владимира Всеволодовича Мономаха детям своим, названная в летописи Суздальской поученье. СПб., 1793. Х + 61 стор. Видання здійснив О. Мусін-Пушкін; подано текст творів Володимира Мономаха з перекладом їх російською мовою.(рос.)
- Буслаев Ф. Историческая хрестоматия… На стовп. 464—478 — уривок з Поученія Володимира Мономаха (з І тома літоп., виданого Археограф, ком.); з коментарем.(рос.)
- Памятники древнерусской церковно-учительной литературы. Вып. 3:1. Поучения о разных истинах веры, жизни и благочестия. 2. Слова на св. Четыредесятницу. 3. Поучения против язычества и народных суеверий. Под ред. А. И. Пономарева. СПб., изд. журн. «Странник», 1897. XVIII+330 стор. На стор. 134—140—текст Поученія Володимира Мономаха (із Лаврент. літопису, вид. Археограф, комис, СПб., 1872).(рос.)
- Білецький О. І. Хрестоматія давньої української літератури… На стор. 66—70—текст (із скороченнями) Поученія Володимира Мономаха (за вид. Археограф, комис: Повъсть временных літ по Лаврентьевскому списку, СПб., 1910); з короткою характеристикою твору.
- Гудзий Н. К. Хрестоматия по древней русской литературе… На стор. 35—40 —уривки тексту Поученія Володимира Мономаха (за Лаврентіївським списком літопису, вид. Археограф, комис, СПб., 1897); коротка характеристика твору.(рос.)
- Еремин И. П. и Лихачев Д. С. Художественная проза Киевской Руси XI—XIII веков… На стор. Ill—XII — стаття Д. С. Лихачова: Литературные памятники Киевской Руси (загальний огляд); на стор. 117—126—текст Поученія Володимира Мономаха; на стор. 126—128 — текст листа Володимира Мономаха до Олега Святославича; на стор. 128—129 — текст Молитви Володимира Мономаха (всі тексти в російському перекладі Д. Лихачова за Лаврентіївським літописом).(рос.)

### Дослідження
- «Повчання» Володимира Мономаха початку ХІ ст. у списку 1377 року // Німчук В.Історія української мови. Хрестоматія Х-ХІІІ ст. [Архівовано 5 липня 2019 у Wayback Machine.] — Житомир: Полісся, 2015. — С. 150—155.
- Лашнюков И. Владимир Мономах и его время.— Унив. изв., 1873, ноябрь, стор. 1—44.(рос.)
- Протопопов С. Поучение Владимира Мономаха как памятник религиозно-нравственных воззрений и жизни на Руси в дотатарскую эпоху.— ЖМНП, ч. CLXXI, 1874, февраль, стор. 231—292.(рос.)
- Огоновський О. Історія літератури руської… С. 39—42
- Рогозинников И. Начала воспитания на основании «Поучения Великого кн. Владимира Всеволодовича Мономаха детям».— Филолог, зап., 1892, вып. VI, стор. 1—6.(рос.)
- Шляков Н. О поучении Владимира Мономаха.— ЖМНП, ч. СССХХІХ, 1900, май, стор. 96—138; ч. СССХХІХ, 1900, июнь, стор. 209—258; ч. СССХХХ, 1900, июль, стор. 1—21.(рос.)
- Гринів О. Імператив Володимира Мономаха. Непретензійні но¬татки. — Львів, 2000. — 332 с.
- Франко Ів. Нарис історії українсько-руської літератури…, стор. 12
- Возняк М. Історія української літератури. Т. І…, стор. 147—152
- Алексеев М. П. Англо-саксонская параллель к Поучению Владимира Мономаха.— Труды отд. др.-рус. лит. Инст. рус. лит. АН СССР, т. II, 1935, стор. 39—80.(рос.)
- Історія української літератури. Т. І, ч. 1…, стор. 129—133
- Орлов А. С. Владимир Мономах. — М.: Издательство АН СССР, 1946. — 191 с.[недоступне посилання з червня 2019](рос.)
- Данилов В. В. «Октавий» Минуция Феликса и «Поучение» Владимира Мономаха.— Труды отд. др.-рус. лит. Инст. рус. лит. АН СССР, т. V, 1947, стор. 97—107.(рос.)
- Будовниц И. У. «Изборник» Святослава 1076 года и «Поучение» Владимира Мономаха и их место в истории русской, обще-, ственной мысли.— Труды отд. др.-рус. лит. Инст. рус. лит. АН СССР, т. X, 1954, стор. 44—75.(рос.)
- Бубенок, О. Б., & Тортіка, М. В. (2022). Достовірність літописних даних про похід Володимира Мономаха проти половців у 1111 р. (хронологічний, географічний та музейно-культурологічний аспекти). Сходознавство, (90), 27-62. https://doi.org/10.15407/skhodoznavstvo2022.90.027
- Чепа М.-Л. А. Чому важка шапка Мономаха? / П'ять великих таємниць історичної психології. — К., 2005. — С. 30-65. ISBN 966-8356-50-0.
- Погодин М. П. О Поучении Мономаховом.— Изв. АН по отд. рус. яз. и слов., т. X, 1861—1863, стовп. 234—244.(рос.)
- Ищенко А. С. Владимир Мономах в русском общественно-историческом сознании: мифологический образ и историческая реальность. — Ростов-на-Дону: Антей, 2014. — 276 с.(рос.)